# Mödling
Mödling è un comune austriaco di 20 745 abitanti nel distretto di Mödling, in Bassa Austria, del quale è capoluogo e centro maggiore; ha lo status di città capoluogo di distretto (Bezirkshauptstadt). Tra il 1938 e il 1954 è stata accorpata alla città di Vienna, dalla quale dista circa 14 km.

## Amministrazione

### Gemellaggi
- Esch-sur-Alzette, dal 1956
- Offenbach am Main, dal 1956
- Puteaux, dal 1956
- Zemun, dal 1956
- Velletri, dal 1957
- Kőszeg, dal 1989
- Vsetín, dal 2004
- Zottegem, dal 2007
- Obsor, dal 2011[senza fonte]

## Sport

### Calcio
La squadra principale della città è il Fussballclub Admira Wacker Mödling.